# Smoleva
Smoleva este o localitate din comuna Železniki, Slovenia, cu o populație de 59 de locuitori.